# 畠田古墳
畠田古墳（はたけだこふん）は、奈良県北葛城郡王寺町明神にある古墳。形状は円墳。奈良県指定史跡に指定されている。

## 概要
奈良県西部、葛下川西方の丘陵上に築造された古墳である。1997年（平成9年）に発掘調査が実施されている。
墳形は円形で、直径15メートル・高さ約4メートルを測る。墳丘周囲には外護列石が巡らされる。埋葬施設は両袖式の横穴式石室で、南方向に開口する。玄室内には木棺を据え、少なくとも2体が埋葬されたとみられる。副葬品としては金環・金銅製刀装具などが検出されている。
築造時期は、古墳時代終末期の7世紀初頭頃と推定される。王寺町では古墳が少なくいずれも7世紀代の築造と推定されるが、本古墳はその中で最大規模かつ単独墳であり、当地域の開発を物語るとして注目される。また墳丘の形態および副葬品の様相から、被葬者に渡来系の性格を指摘する説がある。
古墳域は2007年（平成19年）に奈良県指定史跡に指定されている。

## 埋葬施設

石室俯瞰図

石室展開図

埋葬施設としては両袖式の横穴式石室が構築されており、南方向に開口する。石室の規模は次の通り。
- 石室全長：5.9メートル
- 玄室：長さ3.2メートル、幅2.0メートル、高さ2.3メートル
- 羨道

石室の石材には自然石を使用するが、面は揃えて積み上げる。玄室内には木棺を据え、2体以上が埋葬されたとみられる。副葬品としては金環・金銅製刀装具・ガラス玉・鉄鏃・須恵器・土師器などが検出されている。

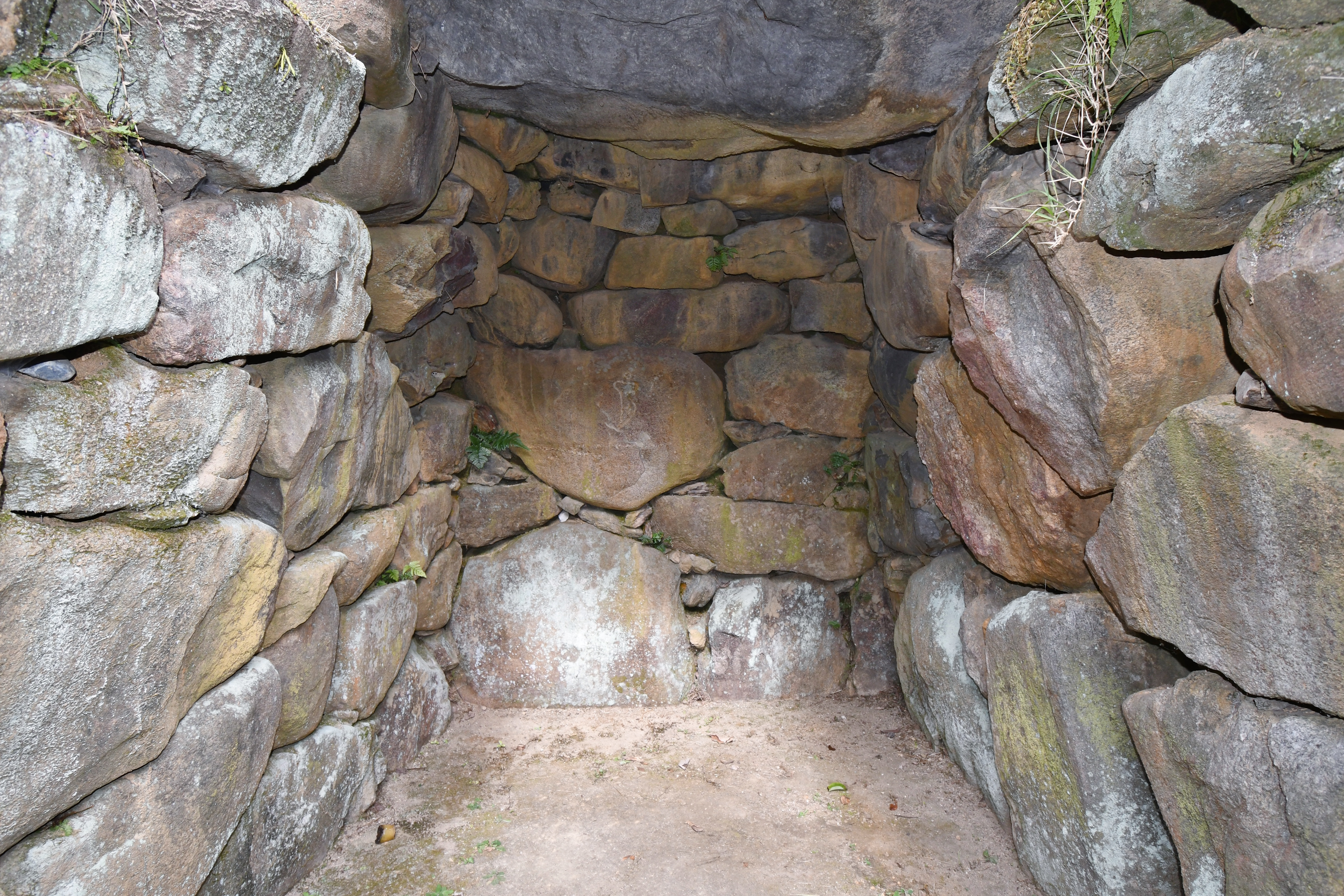
玄室（奥壁方向）
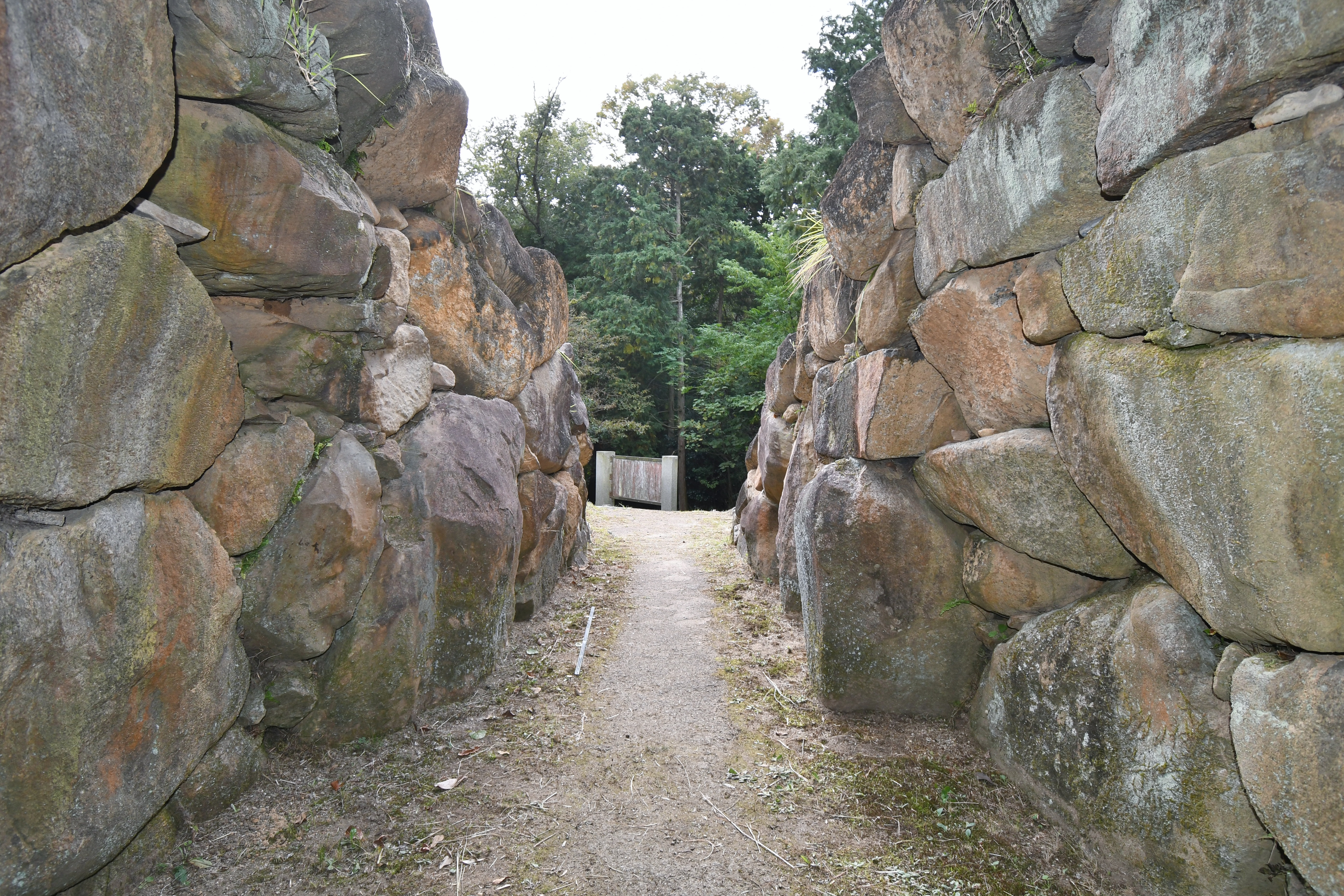
玄室（開口部方向）
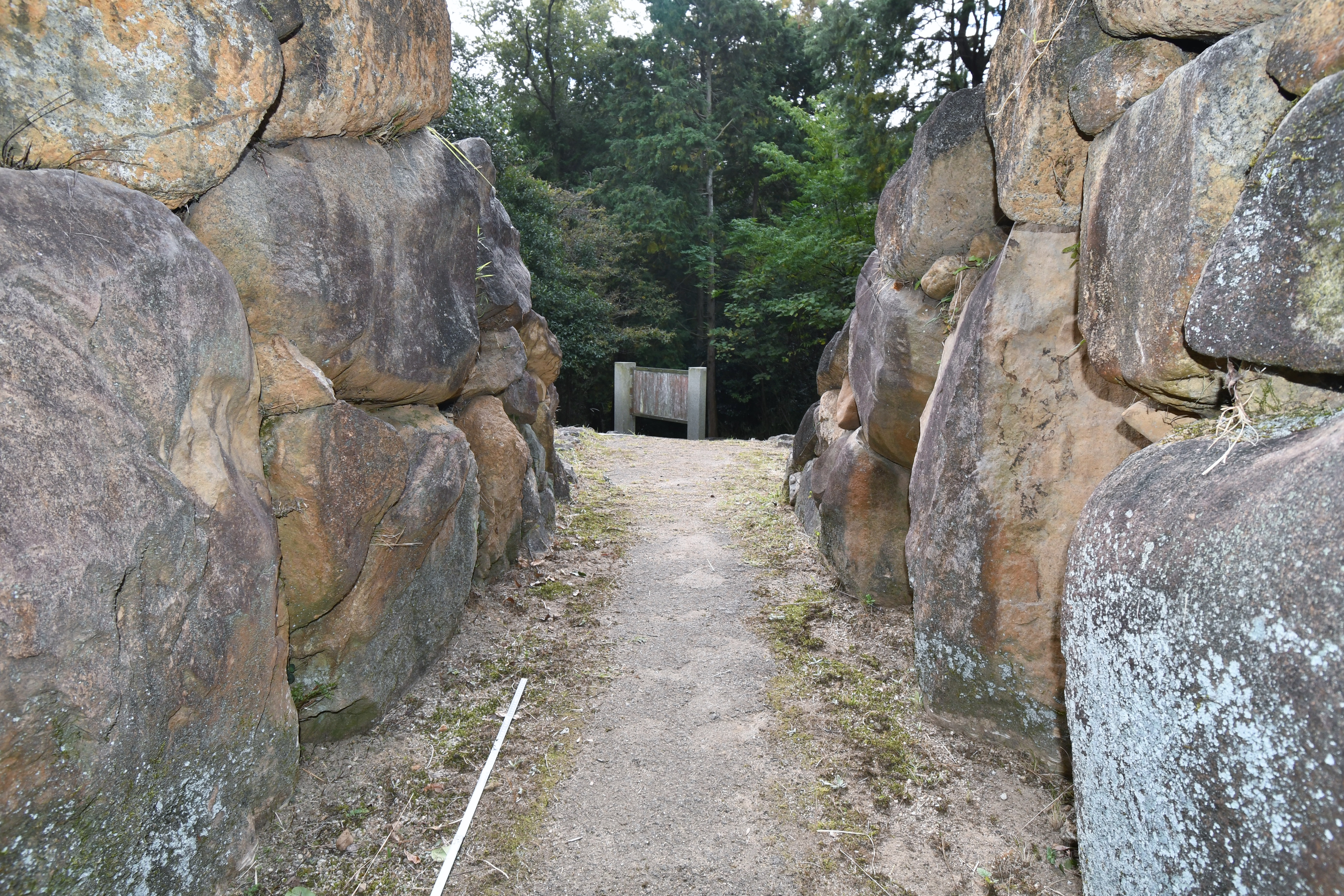
羨道（開口部方向）
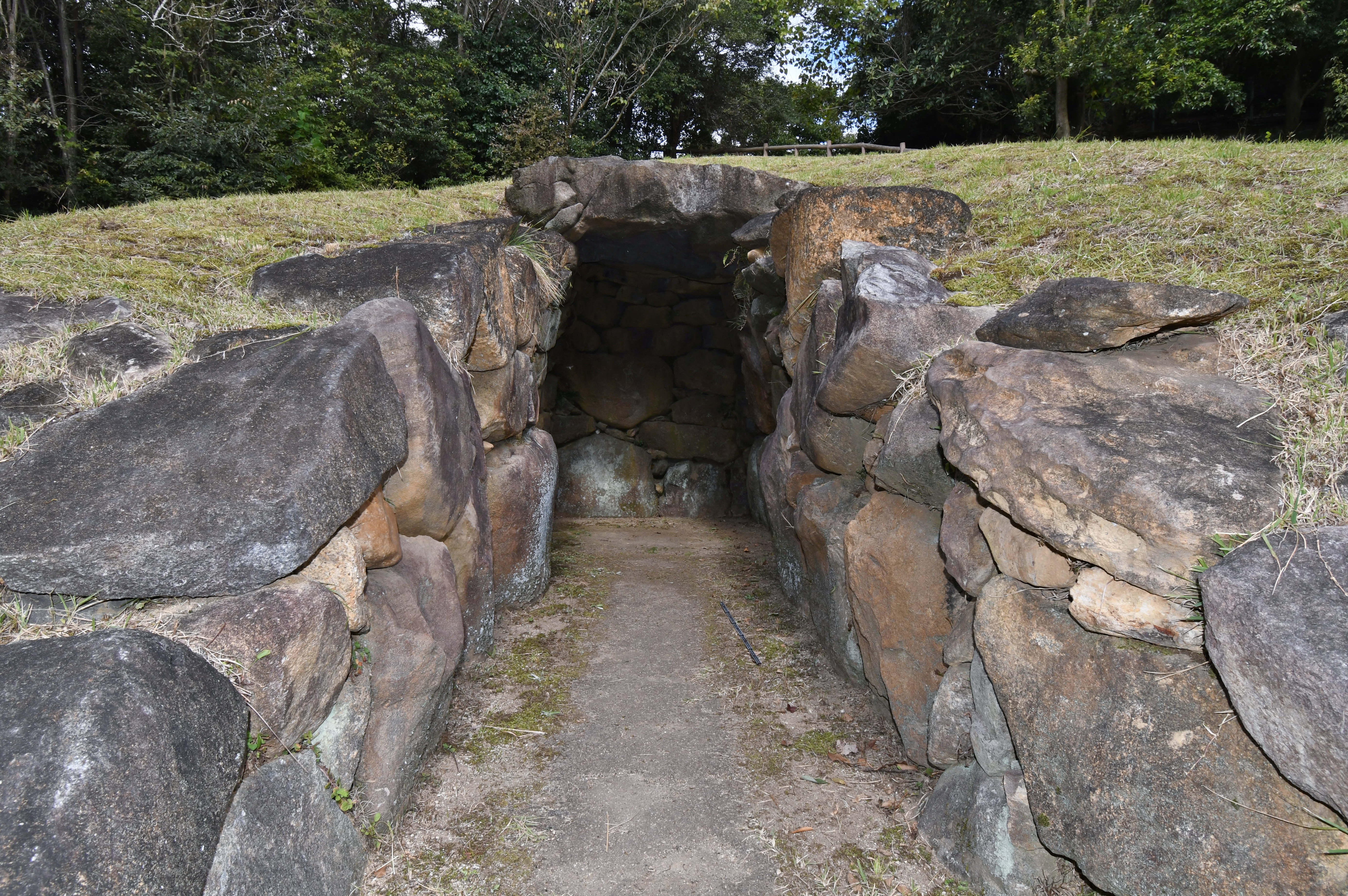
羨道（玄室方向）
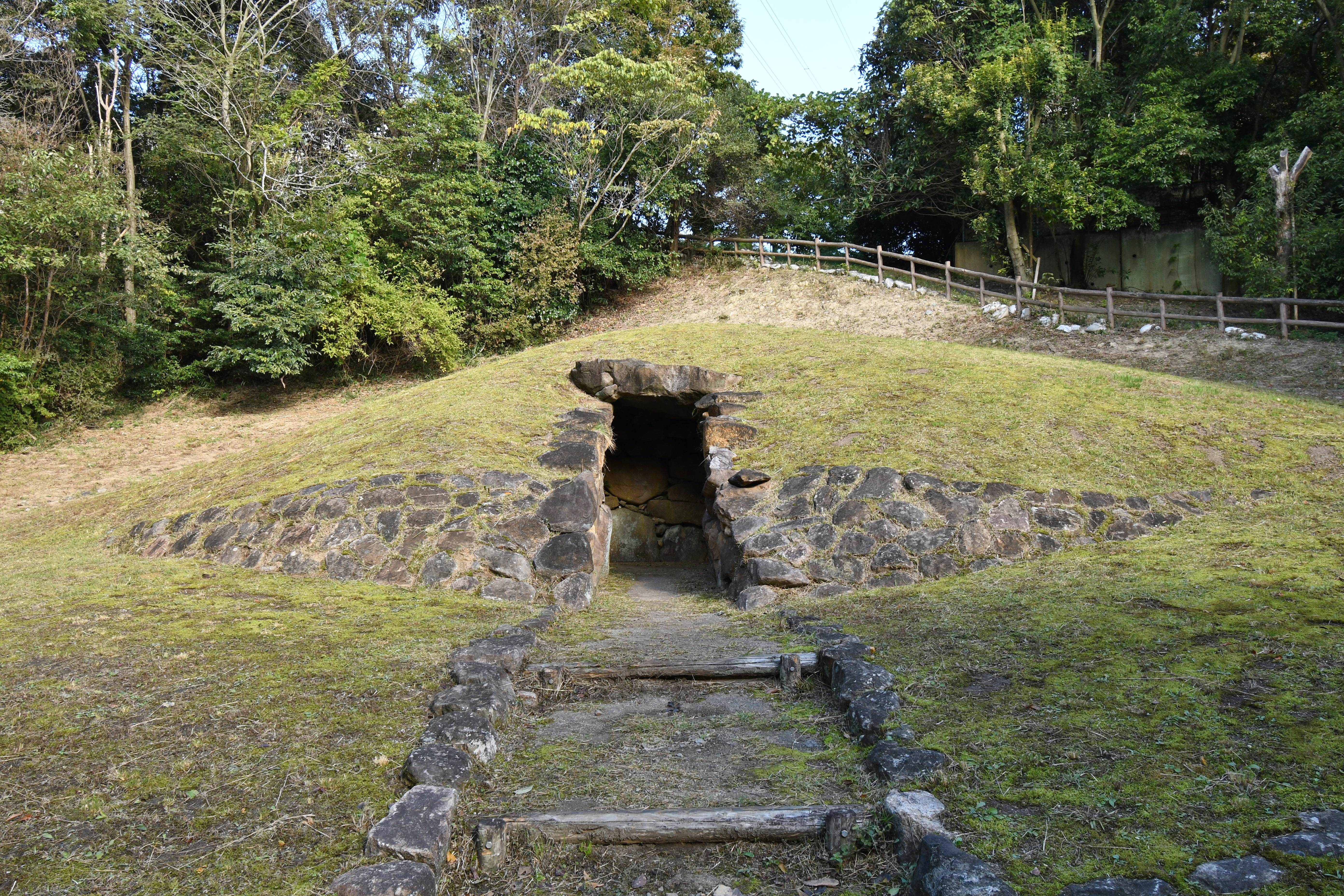
開口部

## 文化財

### 奈良県指定文化財
- 史跡
  - 畠田古墳 - 2007年（平成19年）3月30日指定[3]。

## 関連文献
（記事執筆に使用していない関連文献）
- 奈良県立橿原考古学研究所 編『畠田古墳』王寺町〈王寺町文化財調査報告書第1集〉、1998年。